# Rhynchosia calvescens
Rhynchosia calvescens är en ärtväxtart som beskrevs av Robert Desmond Meikle. Rhynchosia calvescens ingår i släktet Rhynchosia och familjen ärtväxter. Inga underarter finns listade i Catalogue of Life.